# Julen Salaberria
Julen Salaberria, ex pelotari español de pelota mano, conocido como Salaberria, jugó en la posición de delantero, nacido en Goizueta (Navarra), el 26 de marzo de 1967.
En su paso por el campo profesional consiguió el subcampeonato de parejas en la edición del año 1991, perdiendo la final haciendo pareja con Ladis Galarza, ante los también navarros Julián Retegi y Fernando Arretxe.

## Final de mano parejas
| Año     | Campeones           | Subcampeones             | Tanteo | Frontón |
| ------- | ------------------- | ------------------------ | ------ | ------- |
| 1990-91 | Retegi II - Arretxe | Salaberria - Galarza III | 22-19  | Anoeta  |